# Гаврилов, Максим Иванович
Макси́м Ива́нович Гаври́лов (1919—1997) — музыкант-кантелист, заслуженный артист Карело-Финской ССР (1947), заслуженный артист РСФСР (1970).

## Биография
Родился в карельской крестьянской семье. После окончания семилетней школы работал в сельском доме культуры в посёлке Кандалакша культмассовиком,
С 1938 года в составе ансамбля «Кантеле», танцор. Освоив игру на кантеле (ученик В. П. Гудкова) стал выступать в ансамбле как музыкант-кантелист.
В 1970—1980 годы работал художественным руководителем и директором ансамбля «Кантеле».
С 1984 года — солист Карельской государственной филармонии.
Работал над методикой обучения игре на кантеле и йоухикко. Один из инициаторов организации Союза кантелистов Карелии, участник первых Международных фестивалей «Кантеле» в Петрозаводске.

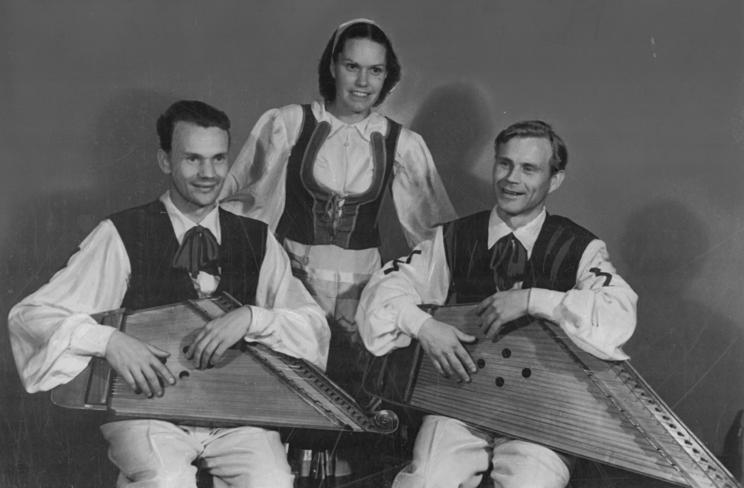
Певица Люция Теппонен, игроки на кантеле Тойво Вайнонен и Максим Гаврилов представляют КФССР на II Всемирном фестивале молодёжи и студентов в Будапеште (1949)

## Награды
- Орден «Знак Почёта» (29 октября 1951)[1].
- Заслуженный артист РСФСР (1970).
- Заслуженный артист Карело-Финской ССР (1947).

## Сочинения
- «Кантеле». Гос. ансамбль песни и танца КАССР. — Петрозаводск, Госиздат КАССР, 1959. — 48 с. с илл.
- К 60-летию основателя Петровского народного хора И. И. Левкина. — Петрозаводск, 1963
- Кантеле [Ноты]: самоучитель игры / авторы текста Т. П. Вайнонен, М. И. Гаврилов. — Петрозаводск: Карелия, 1985. — 118 с. : ил.
- Звучи, мое кантеле: Из репертуара кантелиста М. Гаврилова. — Петрозаводск, 1995